# Baronie (onderneming)
Baronie is een internationaal opererende producent van chocolade en suikerwaren. Het hoofdkantoor van de Baronie Group met het moederbedrijf Sweet Products staat in Veurne, België. De van oorsprong was een Nederlandse chocoladefabriek werd in 1920 in Rotterdam opgericht door Marinus Barents, Antonie de Rot en Egbert Nieuwenhuis. De bedrijfsnaam is een acroniem dat is samengesteld uit de eerste letters van de namen Barents, de Rot en Nieuwenhuis.

## Activiteiten
De onderneming produceert met de lokale bedrijven Baronie, Baronie - De Heer, Baronie UK, Stollwerck en Chocolat Alprose aan tien productielocaties in vijf Europese landen cacao, chocolade en suikerwaren, zoals platte chocolade, chocoladerepen, bonbons (pralines), truffels, dragees, knabbelproducten, specialiteiten (bijvoorbeeld kattentongen), seizoenproducten (chocoladeletters, paaseieren, enzovoort) en Belgische en Zwitserse chocolade. Baronie vervaardigt ook producten voor merken van andere bedrijven (co-manufacturing) en levert aan discountwinkels in de Benelux, Frankrijk, Duitsland en Canada.
Het bedrijf is een naamloze vennootschap en sinds 1998 particulier bezit van de CEO Fons Walder. De leiding is in handen van Jean-Marie van Logtestijn en Jozef Slootmans. Volgens de website van de Baronie Group van 2017 bedroeg de jaarlijkse productiecapaciteit toen 150.000 ton en de jaarlijkse omzet 565 miljoen euro.

## Geschiedenis
Kort overzicht van de geschiedenis van het bedrijf:
- 1912: Marinus Barents en Antonie de Rot richten aan de Vinkenstraat 6-8 te Rotterdam het bedrijf Barents & De Rot op.
- 1914: De Rot verlaat het bedrijf.
- 1920: Barents vindt een nieuwe partner in Egbert Nieuwenhuis. Het aantal werknemers groeit in vijf jaar tijd van zes naar dertig.
- 1925: De chocoladefabriek verhuist naar een pand aan de Warande 36–38 in Schiedam.
- 1930: De firma verandert haar naam in N.V. Cacao- en chocoladefabriek Baronie.
- 1933: Het bedrijf wordt uitgebreid met een pand aan de Nieuwe Haven 91, met de rug tegen de gebouwen aan de Warande 36–38.
- 1935: De fabriek breidt opnieuw uit met het complete complex van de N.V. Standaart’s Orgelfabrieken.
- 1938: Baronie biedt werk aan meer dan 320 arbeiders. Verdere uitbreiding van de fabriek is niet meer mogelijk.
- 1940: De fabriek wordt door de Duitse bezetters leeggehaald, de productie van chocolade ligt stil.

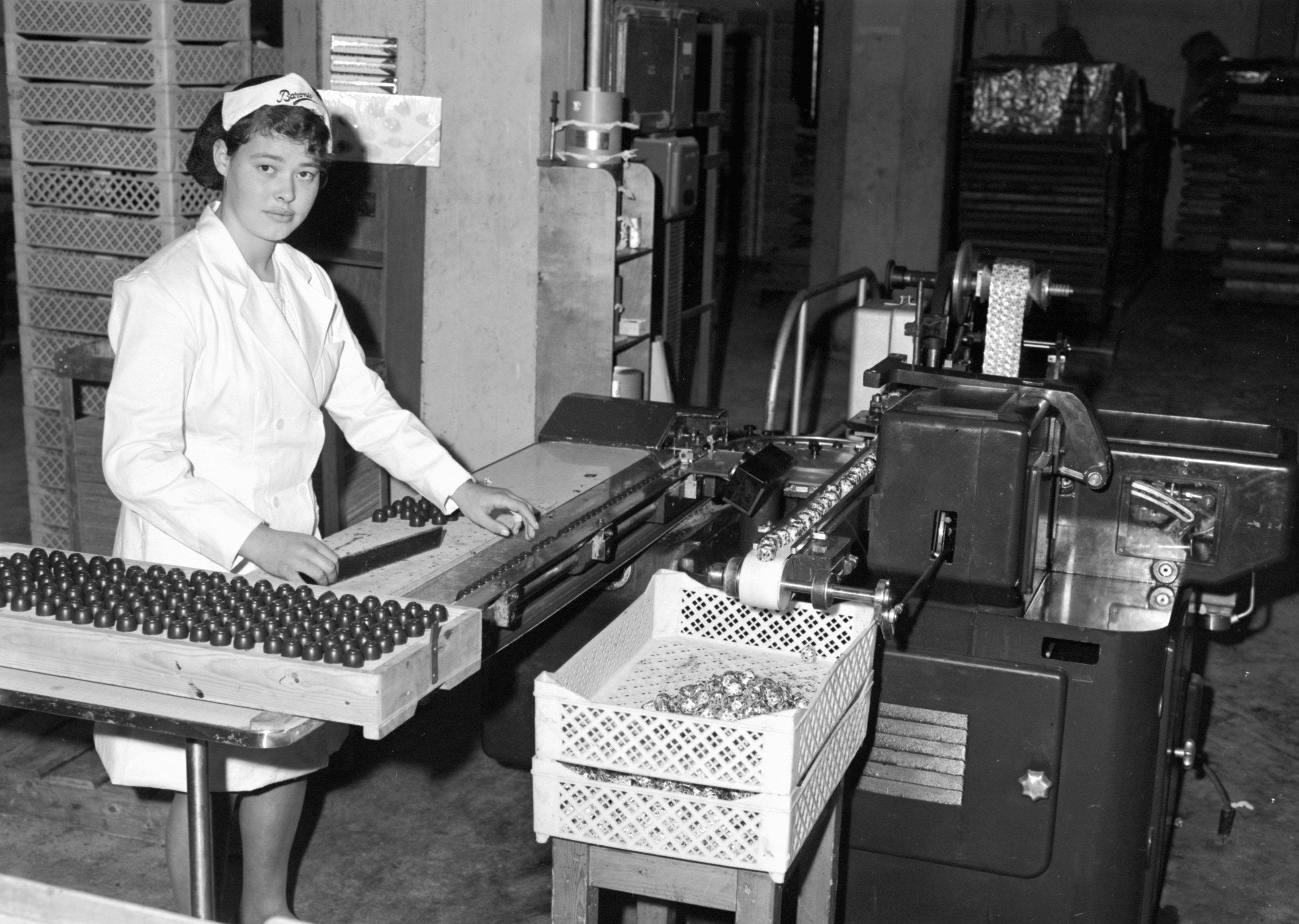
Chocoladefabriek Baronie, Alphen aan den Rijn in 1967

- 1945: De productie komt langzaam weer op gang en in 1949 draait Baronie weer met dezelfde capaciteit als voor de oorlog.
- 1951: Een grote brand vernielt de panden van Baronie. De productie vindt gedurende vijf jaar elders plaats.
- 1956: Baronie zet de productie voort op de nieuwe locatie in Alphen a/d Rijn.
- 1982: Baronie neemt de in 1896 opgerichte chocoladefabriek De Heer over en noemt zich voortaan Baronie – De Heer.
- 1984: Overname van Tjoklat Chocolade in Vlaardingen.
- 1993: Oprichting van de moedermaatschappij Sweet Products NV in het Belgische Veurne.
- 1995: In Veurne wordt een moderne fabriek met volautomatische robotsystemen geopend.
- 2001: Uitbreiding van de productie in Rotterdam, sluiting van de fabriek in Alphen.
- 2007: Opening van Sweet Products Logistics in Lokeren. Voortaan worden hier logistieke diensten zoals opslag, verwerking en verpakking verleend.
- 2009: Baronie neemt Continental Schokolade en Rademaker over.
- 2010: Vanaf nu heet de volledige groep Baronie.
- 2011: Overname van Stollwerck GmbH en haar productielocaties van Barry Callebaut.[3]
- 2011: De Brugse chocoladeproducent Kathy Chocolaterie wordt overgenomen.
- 2014: Overname van de Belgische specialiteitenproducent Duc d’O.

## Merken
De bekendste merken van de landenorganisaties van de Baronie Group zijn:

### Baronie (België)
- Duc d’O
- Jacques
- Van Houten

### Baronie - De Heer (Nederland)
- Baronie
- De Heer

### Stollwerck (Duitsland)
- Alpia
- Eszet
- Karina
- Reichardt
- Sarotti
- Schwarze Herren Schokolade
- Sprengel
- Stollwerck
- Waldbaur

### Chocolat Alprose (Zwitserland)
- Alprose